# 西面
西面（ソミョン）は、大韓民国釜山広域市の中央部に位置する繁華街。釜山鎮区釜田洞・田浦洞一帯にあたる。

## 地理
西面は、釜山港を擁する旧市街からは北東方向に離れた内陸部に位置する。周辺地域の編入によって拡大した釜山市域の地理的な中心に当たることから、市内交通の要衝となっている。釜山都市鉄道（Humetro）の西面駅は1号線と2号線の乗換駅となっているほか、バスの路線が集中している。

## 歴史
「西面」の地名は、かつての面（村に相当する行政単位）の名に由来する。日本統治時代の慶尚南道東萊郡西面は、現在の釜山鎮区と南区のほぼ全域を管轄していた。西面の面事務所（村役場）が釜田洞にあったことから、釜田洞の集落のことを指して「西面」と呼ぶようになった。
行政機関・行政区域としての西面は1936年に釜山府に編入され、釜田洞には府庁の釜山鎮出張所が置かれた。解放後の1957年、釜山市域に区制が布かれると、釜山鎮出張所は釜山鎮区庁となった。1999年に区庁舎が釜岩洞に移転するまで、釜田洞は地域行政の中心地であった。
繁華街として発展する契機は、1985年に釜山地下鉄1号線が開通したことである。交通網の再編に伴い、市内バス路線の大部分が西面を経由することとなり、乗り換えの拠点となった。1995年にはロッテ百貨店が出店した。

## 周辺施設
- ロッテ百貨店釜山店
- ミリオレ釜山店
- 教保文庫釜山店
- 栄光図書
- 東横INN釜山西面

## 交通

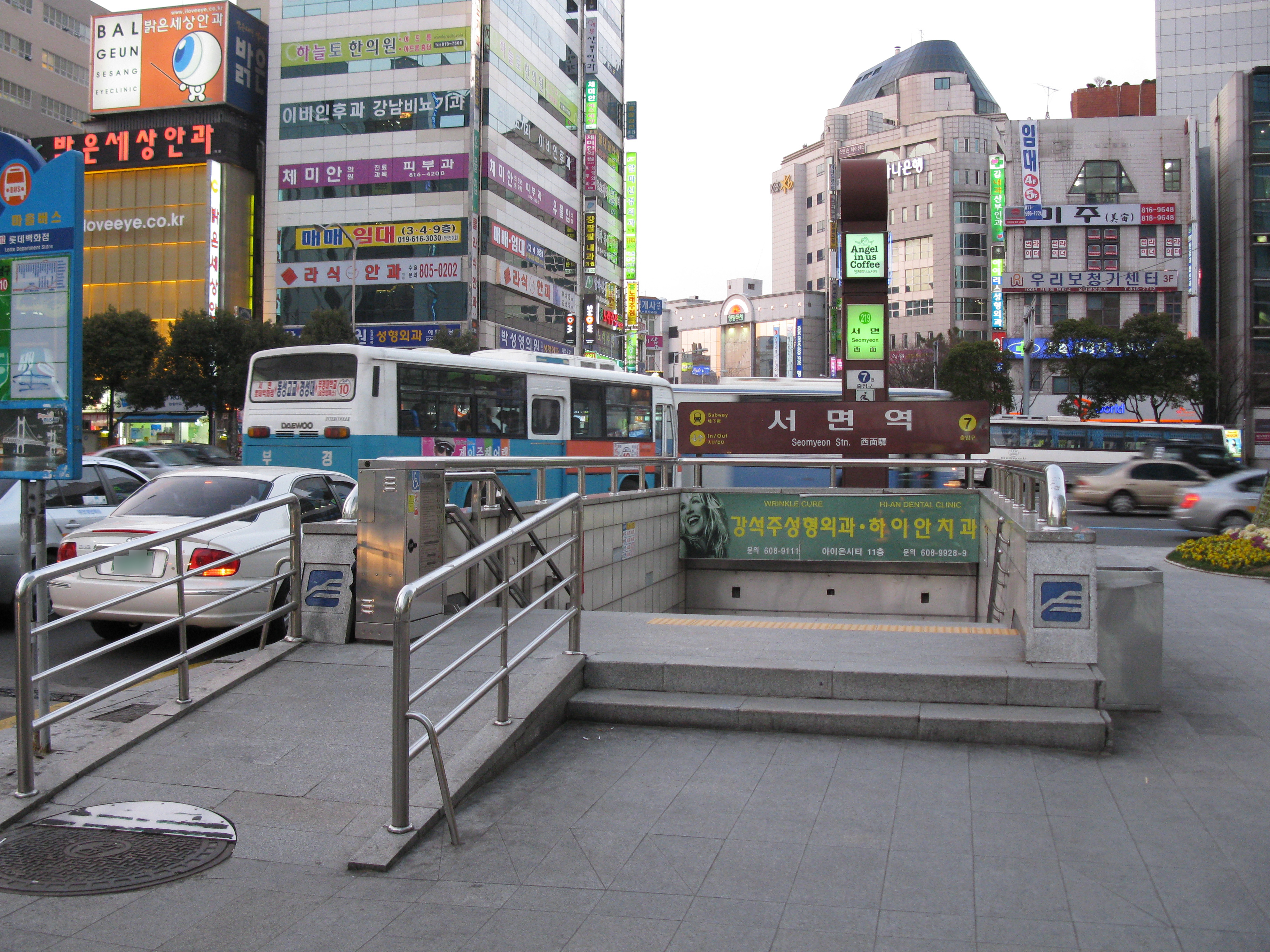
西面駅

- 釜山交通公社（Humetro）
  - 1号線・2号線 西面駅
- 韓国鉄道公社（KORAIL）
  - 東海線・釜田線 釜田駅